# Десятников, Филипп Николаевич
Филипп Николаевич Десятников (1928—2017) — советский и украинский пожарный, начальник Главного управления пожарной охраны МВД Украины (1977—1993), генерал-майор внутренней службы (1983). 

## Биография
Родился 28 ноября 1928 г. в с. Россошинское Зерноградского района Ростовской области в крестьянской семье. Отец — тракторист, комбайнер, в годы Великой Отечественной войны — механик-водитель легендарного танка Т-34, мать — рядовая колхозница. В семье было пятеро детей, Филипп самый старший.
Окончил Харьковское пожарно-техническое училище МВД СССР (1949), Высшие пожарно-технические курсы МВД СССР (1957), Киевский инженерно-строительный институт (1967).
С 1946 по 1993 гг. — в органах внутренних дел, из них более 25 лет на руководящих должностях в подразделениях пожарной охраны УВД Киевского областного и городского Советов депутатов трудящихся, а также в УПО (ГУПО) МВД Украины.
Начинал службу с курсового офицера ХПТУ МВД СССР. С 1952 по 1955 гг. преподаватель Вильнюсской школы МВД СССР, затем Киевского и Львовского пожарно-технических училищ. После окончания Высших пожарно-технических курсов МВД СССР работал в отделе учебных заведений МВД Украинской ССР, курировал пожарно-технические училища Украины.
Был одним из основателей Черкасского пожарно-технического училища МВД СССР.

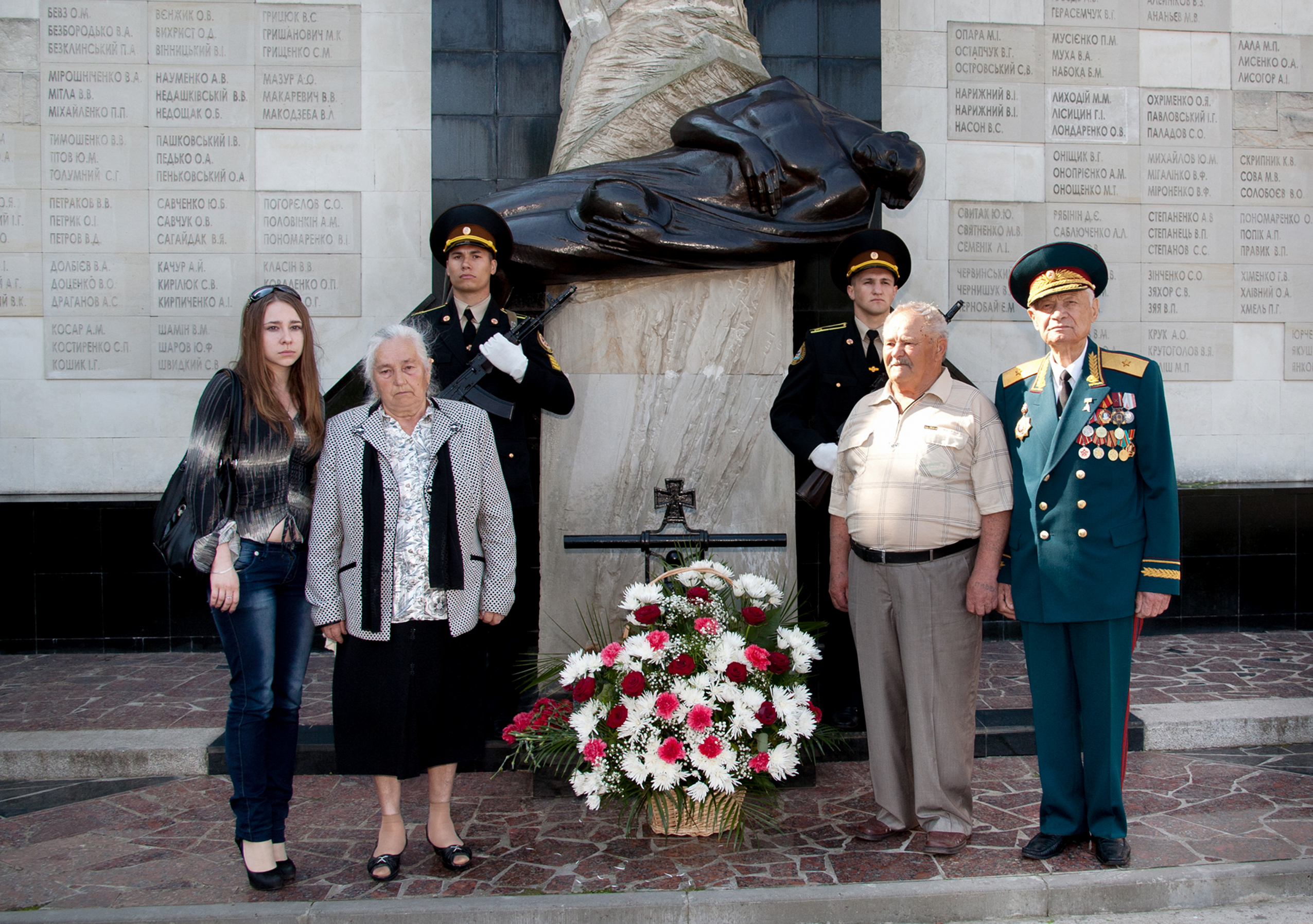
Генерал-майор вн. сл. Филипп Десятников с родителями и дочерью Героя Советского Союза Владимира Правика возле музея ЧИПБ им. Героев Чернобыля

С 1971 по 1975 гг. — начальник объединенного УПО Киева и Киевской области УВД Киевского облисполкома, после разделения в октябре 1975 г. пожарной охраны Киева и области на отдельные гарнизоны, с 1975 по 1977 гг. — начальник УПО г. Киева.  В 1977 году назначен начальником УПО МВД Украинской ССР, а в 1992 г. – начальником ГУПО МВД Украины.
Уделял много внимания совершенствованию службы пожарной охраны, повышению её боеготовности и укреплению материально–технической базы. За время работы Филиппа Николаевича 18 областных отделов пожарной охраны устроили новоселье в собственных новых помещениях. В Николаеве появился первый в Украине закрытый спортивный комплекс. Пожарная охрана Украины неоднократно признавалась в числе лучших в СССР.
Был инициатором создания СВПЧ-6 по охране г. Припяти, первой в СССР пожарной части по охране города «энергетиков-атомщиков». После создания нового «города энергетиков» Славутич, по инициативе Ф.Н. Десятникова, была создана самая крупная пожарная часть в СССР.
Во время ликвидации аварии на Чернобыльской АЭС (1986) возглавлял подразделения пожарной охраны Украины по ликвидации последствий аварии, умело организовал привлечение дополнительных противопожарных формирований с мобилизацией сил и средств, дислоцированных на территории Украинской ССР, за что был награжден орденом Ленина. Участник ликвидации последствий аварии на Чернобыльской АЭС I категории.
После выхода на пенсию занимался общественной деятельностью, связанной с чернобыльской проблематикой. Проживал в г. Киеве. Умер 1 мая 2017 г., похоронен на Зверинецком кладбище..

## Общественная деятельность и личная жизнь
С 1994 г. — в отставке. Принимал активное участие в общественной жизни. Избирался Президентом Всеукраинского Чернобыльского союза инвалидов МВД Украины, заместителем председателя ассоциации «Чернобыль» органов и войск МВД Украины, заместителем председателя Совета ветеранов МВД Украины, являлся членом общественной Коллегии Министерства Украины по вопросам ЧС и по делам защиты населения от последствий Чернобыльской катастрофы (2005).
Избирался депутатом Киевского городского Совета (1973, 1975).
Мастер спорта СССР по пулевой стрельбе. Увлекался охотой.
Награждён орденом Ленина (1986), орденами Украины «За заслуги» III степени (1998), II степени (2002), I степени (2006), а также многими государственными и ведомственными медалями и знаками, в том числе «За отвагу на пожаре» (1973), «Ветеран труда» (1984) и др. наградами. Почётный член Всеукраинской ассоциации ветеранов и пенсионеров МЧС (2008). Заслуженный работник МВД Украины.

## Память

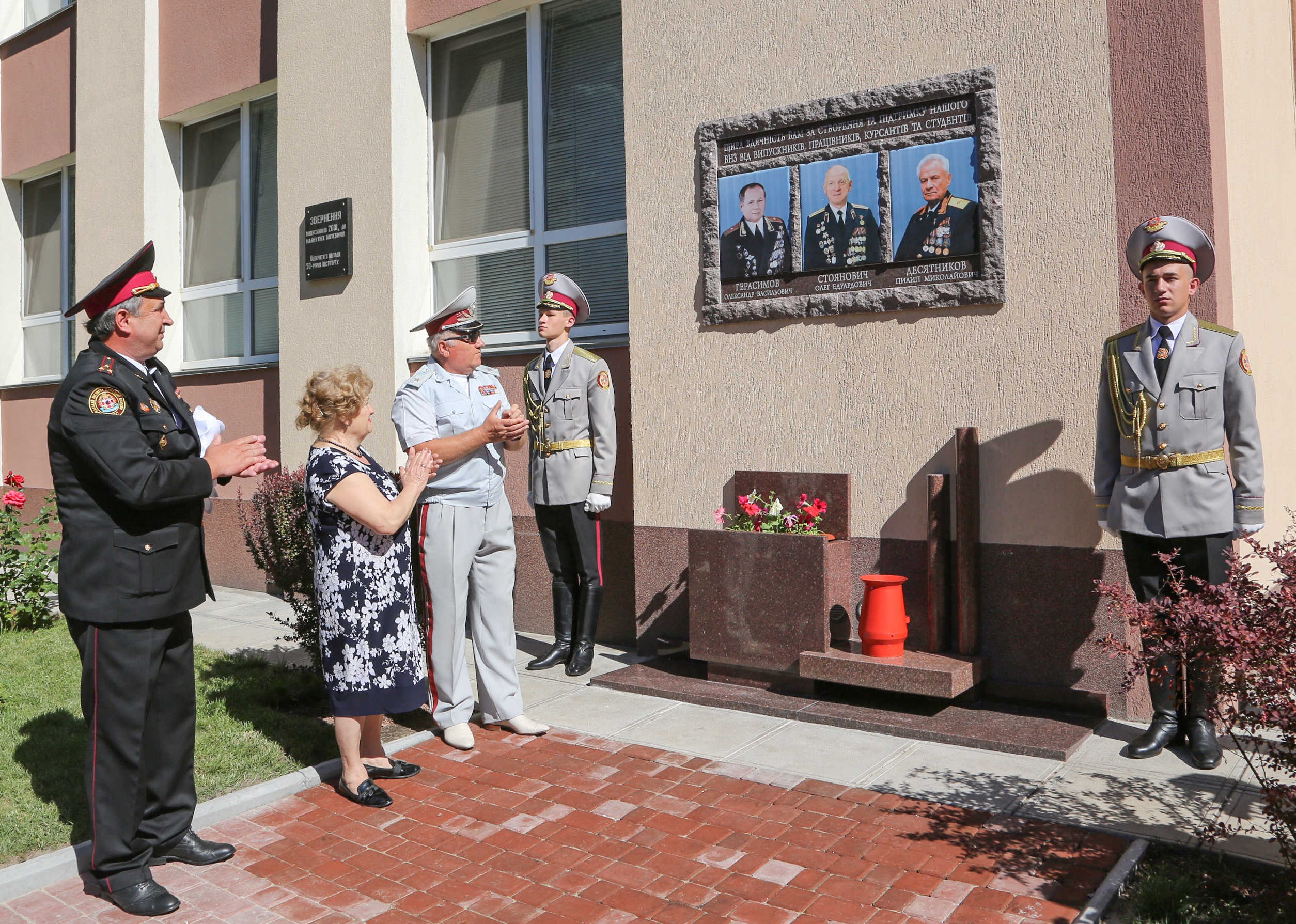
Жена генерал-майора вн. сл. Филиппа Десятникова Оксана Иосифовна на открытии памятной доски основателям ЧИПБ им. Героев Чернобыля

В Черкасском институте пожарной безопасности имени Героев Чернобыля 10 июня 2017 г. установлена памятная доска основателям учебного заведения, среди которых и Филипп Николаевич Десятников.

## Образ в художественной литературе
- Медуниця М.М. Вогнеборець. — Київ: ТОВ "Генеза", 2000. — 146. с. ISBN 966-504-218-1